# Nikolai Kuznetsov
L'Almirall de la Flota Nikolai Gerasimovitx Kuznetsov (rus: Николай Герасимович Кузнецов) (24 de juliol de 1904 – 6 de desembre de 1974) va ser un destacat oficial naval i Comissari del Poble per la Marina durant la Segona Guerra Mundial.

## Joventut i primers anys
Kuznetsov nasqué al poblat de Medvedki, a Kotlas, al districte d'Arkhànguelsk. El 1919 s'uní a la Flotilla Naval Divina, al sector nord de la Unió Soviètica, dient que tenia 2 anys més per poder ser acceptat. Del 1920 endavant va estar estacionat a la ciutat de Petrograd. El 1924, com a membre d'una unitat naval participà en les cerimònies fúnebres de Lenin. Aquell mateix anys s'afilià al Partit Bolxevic. Després de la seva graduació a l'Acadèmia Militar Frunze el 1926, serví al creuer "Chervona Ukrania". Va completar els seus estudis d'operacions i tàctica al Departament d'Operacions del Col·legi Naval de 1932. Això li permeté escollir entre les opcions que se li presentaven: el comandament d'un vaixell o un treball a l'Estat major.
Kuznetsov no deixà escapar l'oportunitat que se li presentava, i va ser assignat al lloc d'oficial executiu del creuer "Krasny Kavkaz" ("Caucas Roig"). En menys d'un any va ser promogut; i el 1934 tornà al Chervona Ukrania, aquest cop com el seu comandant. Sota el seu comandament, el creuer es convertí en un exemple de disciplina i organització per a la resta dels vaixells de la flota soviètica, atraient l'atenció sobre el seu jove capità.
Des del 5 de setembre de 1936 al 15 d'agost de 1937, Kuznetsov va ser agregat naval soviètic davant la Segona República Espanyola durant la Guerra Civil, on adquirí un profund odi vers el feixisme. De tornada al seu país, el 10 de gener de 1938 va ser promogut a Comandant de la Flota del Pacífic. Mentre servia en aquesta posició es va veure enfrontat a la Gran Purga de les Forces Armades per part de Stalin. Tot i que ell personalment mai no va ser acusat, sí que ho van ser diversos oficials sota el seu comandament, a diversos dels quals va poder salvar intervenint personalment.
El 28 d'abril de 1939, Kutznetsov, tot i només tenir 34 anys, va ser nomenat Comissari del Poble per la Marina, càrrec que va mantenir durant tota la Segona Guerra Mundial.

## Segona Guerra Mundial
Durant el conflicte armat, Kuznetsov va tenir un paper vital per a evitar la destrucció de la Marina Soviètica, deixant d'escoltar les instruccions que tenia, per tal de salvar-la dels nazis. El 21 de juny de 1941, convençut d'estar al davant d'una guerra inevitable, mentre que Timoixenko i Júkov lliuraven directives prohibint que els comandants responguessin a les provocacions alemanyes, l'Armada era posada en estat d'alerta màxima, ja que gaudia de certs nivells d'autonomia.
Poc després de la mitjanit del 22 de juny, ordenà a tota la flota estar a les seves posicions de combat. A les 04:45, la Wehrmacht iniciava l'Operació Barba-roja. Així, l'Armada era l'única unitat militar soviètica preparada per a resistir l'atac alemany inicial, enfrontant-se a la invasió amb resistència, sense perdre ni una sola nau ni un sol avió.
Durant els dos anys següents, la preocupació principal de Kuznetsov consistí en la protecció del centre d'operacions del país d'una invasió alemanya. El mar Negre es convertí en el principal teatre d'operacions de l'Armada Soviètica. Durant el conflicte, inicià treballs per establir i intentar atacs amfibis. Al febrer de 1944 va rebre la distinció d'Heroi de la Unió Soviètica i al febrer se'l promogué al rang d'Almirall de la Flota.

## La primera caiguda
Entre el 1946 i el 1947 va ser nomenat viceministre de Defensa de l'URSS i Comandant en Cap de les Forces Navals; però el 1947 va ser retirat del seu càrrec per ordre de Stalin i el 1948 va ser sotmès a judici amb altres almiralls. Kuznetsov va ser degradat a vicealmirall, mentre que diversos col·legues patien penes de presó.
El 1951 Stalin finalitzà amb l'estat de paria de Kuznetsov, tornant-lo a nomenar i Comandant en Cap de les Forces Navals mitjançant el Ministeri de la Marina però sense restablir-lo al rang. Això no succeiria fins a la mort de Stalin el 1953. Al 1955 va ser convertit en Comandant en Cap de les Forces Navals i el seu rang d'Almirall de la Flota de la Unió Soviètica

## Segona caiguda i retir
Aquest nou rol prominent dins de l'esquema de la defensa de la Unió Soviètica el posà en clar conflicte amb el Mariscal Júkov, amb qui ja havia topat durant la seva carrera. El 8 de desembre del 1955, amb l'excusa de la pèrdua del cuirassat Novorossisk, Júkov aconseguí retirar-lo del seu lloc. Al febrer següent va ser degradat de nou al rang de vicealmirall i va ser obligat a retirar-se, amb la prohibició expressa de «no treballar en qualsevol lloc relacionat amb la marina».
Durant el seu retir va escriure i publicar molts assaigs i articles, juntament amb treballs extensos, incloent les seves memòries i un llibre titulat Курсом к Победе (Amb rumb a la Victòria), que tractava la Gran Guerra Patriòtica. El llibre posteriorment va ser prohibit. A diferència dels seus contemporanis, va escriure personalment les seves memòries. També va escriure diversos llibres sobre la guerra, sobre la repressió estalinista i la marina, tots ells publicats pòstumament. En ells era molt crític amb la interferència del Partit en afers militars i insistí que l'«Estat havia de ser governat per la llei».

## Rehabilitació
Després del retir de Júkov el 1957 i de Khrusxov el 1964, un grup de veterans de l'Armada Roja va iniciar una campanya per restablir Kuznetsov al seu rang amb els seus beneficis i promoure'l Inspector General del Ministeri de Defensa, considerat un càrrec honorífic. Amb tot, ni tan sols el seu successor, l'Almirall Gorxkov va fer cas de les peticions. No va ser fins al 26 de juliol del 1988 quan el Presídium del Soviet Suprem de la Unió Soviètica rehabilità Kuznetsov de manera pòstuma al rang d'Almirall de la Flota de la Unió Soviètica. Actualment, l'almirall és reconegut com un dels homes més prominents de la història naval de la Unió Soviètica i de Rússia.

## Cita
«Tota la meva vida ha estat l'Armada Soviètica. Ho vaig triar quan era jove i mai no me n'he penedit»

## Condecoracions
- Heroi de la Unió Soviètica
- Orde de Lenin (4)
- Orde de la Bandera Roja (2)
- Orde d'Uixakov
- Orde de l'Estrella Roja
- Medalla de la victòria sobre Alemanya en la Gran Guerra Patriòtica 1941-1945
- Medalla per la victòria sobre el Japó
- Medalla del 800è Aniversari de Moscou
- Medalla del 20è Aniversari de l'Exèrcit Roig
- Medalla del 30è Aniversari de l'Exèrcit i l'Armada Soviètics
- Medalla del 40è Aniversari de les Forces Armades Soviètiques
- Medalla del 50è Aniversari de les Forces Armades Soviètiques
- Medalla del 20è Aniversari de la Victòria en la Gran Guerra Patriòtica
- Orde Polònia Restituta
- Creu de Grunwald
- Ordre de l'Alliberament Nacional
- Medalla de la Llibertat
- Orde de l'Estrella Partisana